# Алтамонте-Спрінгс
Алтамонте-Спрінгс (англ. Altamonte Springs) — місто (англ. city) в США, в окрузі Семінол у центрі штату Флорида, північне передмістя Орландо. Населення — 46 231 особа (2020); конурбації Орландо- Делтона- Дейтона-Біч з загальним населенням 2747,614 тисячі осіб (2009 рік).
Орландський міжнародний аеропорт розташований у 30 хвилинах на південь й Орландсько-Сенфордський міжнародний аеропорт — у 25 хвилинах на північ.
Місто розташоване біля озера Крейнс-Руст. Центр міста Аптаун Аламонте має Крейнс-Руст парк з музичним фонтаном.

## Географія
Алтамонте-Спрінгс розташований за координатами 28°39′39″ пн. ш. 81°23′44″ зх. д. / 28.66083° пн. ш. 81.39556° зх. д. (28.660946, -81.395598).  За даними Бюро перепису населення США в 2010 році місто мало площу 24,99 км², з яких 23,34 км² — суходіл та 1,64 км² — водойми.

## Демографія

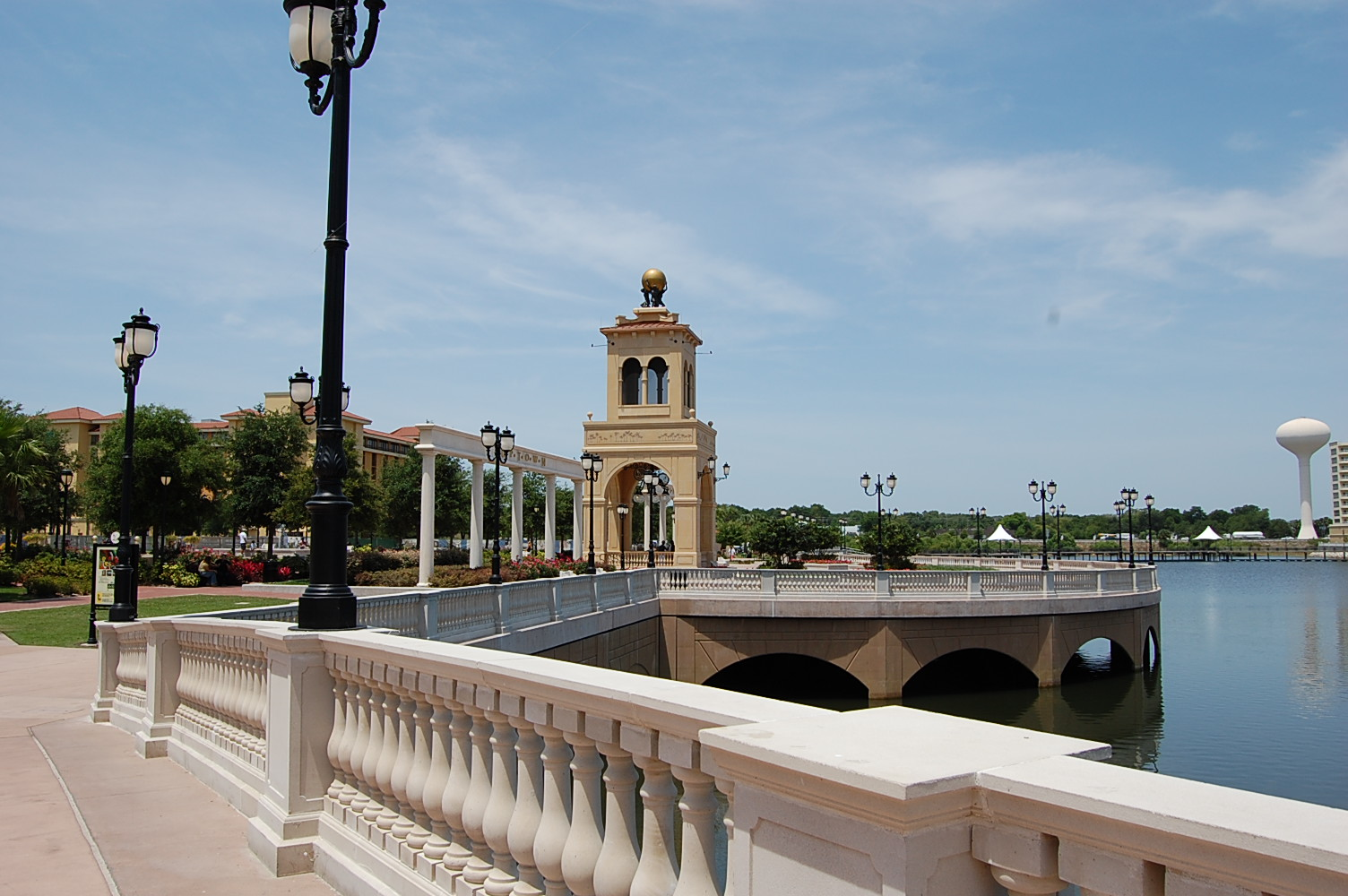
Аптоун Аламонте на озері Крейнс-Руст

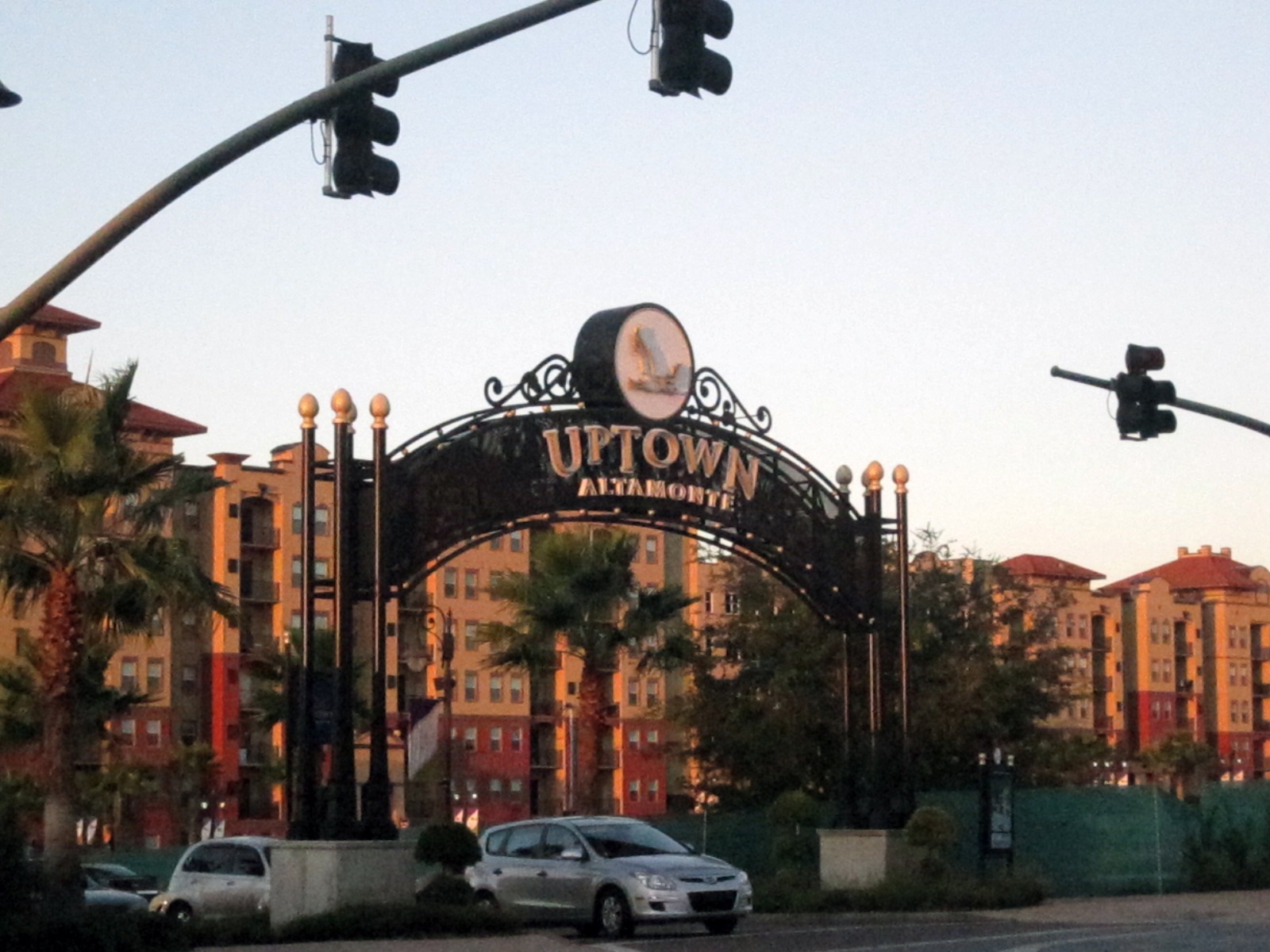
В'їзд у Аптаун Аламонте

Згідно з переписом 2010 року, у місті мешкало 41 496 осіб у 19 126 домогосподарствах у складі 10 001 родини. Густота населення становила 1661 особа/км².  Було 22088 помешкань (884/км²).
Расовий склад населення:
| - 72,5 % — білих - 13,8 % — чорних або афроамериканців - 3,4 % — азіатів - 0,3 % — корінних американців - 0,1 % — вихідців з тихоокеанських островів - 6,3 % — осіб інших рас |

До двох чи більше рас належало 3,7 %. Частка іспаномовних становила 24,3 % від усіх жителів.
За віковим діапазоном населення розподілялося таким чином: 19,9 % — особи молодші 18 років, 67,6 % — особи у віці 18—64 років, 12,5 % — особи у віці 65 років та старші. Медіана віку мешканця становила 35,5 року. На 100 осіб жіночої статі у місті припадало 88,7 чоловіків;  на 100 жінок у віці від 18 років та старших — 85,5 чоловіків також старших 18 років.
Середній дохід на одне домашнє господарство  становив 61 513 долари США (медіана — 48 542), а середній дохід на одну сім'ю — 72 643 долари (медіана — 55 986). Медіана доходів становила 44 079 доларів для чоловіків та 34 474 долари для жінок. За межею бідності перебувало 13,1 % осіб, у тому числі 19,5 % дітей у віці до 18 років та 8,7 % осіб у віці 65 років та старших.
Цивільне працевлаштоване населення становило 22 045 осіб. Основні галузі зайнятості: освіта, охорона здоров'я та соціальна допомога — 23,0 %, науковці, спеціалісти, менеджери — 15,9 %, роздрібна торгівля — 14,2 %.